# Белу ан Улм
Белу ан Улм (фр. Bellou-en-Houlme) насеље је и општина у северној Француској у региону Доња Нормандија, у департману Орн која припада префектури Аржантан.
По подацима из 2005. године у општини је живело 1027 становника, а густина насељености је износила 24 становника/km². Општина се простире на површини од 38,73 km². Налази се на средњој надморској висини од 221 метар (максималној 332 m, а минималној 202 m).

## Демографија
| 1962. | 1968. | 1975. | 1982. | 1990. | 1999. | 2011. |
| ----- | ----- | ----- | ----- | ----- | ----- | ----- |
| 989   | 1.072 | 926   | 961   | 912   | 954   | 1.117 |

График промене броја становника у току последњих година